# Список найсильніших шахових турнірів (1950–1959)
| Рік       | Місто                          | Турнір                | Переможець                                                           | 2-е місце                                                                      | 3-є місце |
| --------- | ------------------------------ | --------------------- | -------------------------------------------------------------------- | ------------------------------------------------------------------------------ | --- |
| 1949/1950 | Гастінгс                       | Головний турнір       | Ласло Сабо (Угорщина)                                                | Ніколас Россолімо (США)                                                        | Макс Ейве (Нідерланди)                                                                                           |
| 1950*     | Будапешт                       | Турнір претендентів   | Давид Бронштейн (СРСР), Ісаак Болеславський (СРСР)                   |                                                                                | Василь Смислов (СРСР)                                                                                            |
| 1950      | Мар-дель-Плата                 | Міжнародний турнір    | Светозар Глігорич (Югославія)                                        | Вася Пірц (Югославія), Карлос Гімар (Аргентина)                                | |
| 1950      | Щавно-Здруй                    | Меморіал Пршепюрки    | Пауль Керес (СРСР)                                                   | Гедеон Барца (Угорщина), Ласло Сабо (Угорщина)                                 | |
| 1950      | Амстердам                      | Міжнародний турнір    | Мігель Найдорф (Аргентина)                                           | Самуель Решевський (США)                                                       | Гідеон Штальберг (Швеція)                                                                                        |
| 1950/1951 | Гастінгс                       | Головний турнір       | Вольфганг Унцікер (BRD)                                              | Альберик О'келлі (Бельгія), Ніколас Россолімо (США)                            | |
| 1951      | Нью-Йорк                       | Меморіал Вертгайма    | Самуель Решевський (США)                                             | Макс Ейве (Нідерланди), Мігель Найдорф (Аргентина)                             | |
| 1951      | Бірмінгем                      | Меморіал Стаунтона    | Светозар Глігорич (Югославія)                                        | Вася Пірц (Югославія), Гідеон Штальберг (Швеція), Петар Трифунович (Югославія) | |
| 1951      | Маріанські Лазні               | Зональний турнір      | Людек Пахман (Чехословаччина)                                        | Ласло Сабо (Угорщина)                                                          | Гедеон Барца (Угорщина), Геста Штольц (Швеція)                                                                   |
| 1951      | Бад-Пірмонт                    | Зональний турнір      | Светозар Глігорич (Югославія)                                        | Вольфганг Унцікер (BRD)                                                        | Лодевейк Прінс (Нідерланди), Олександр Матанович (Югославія)                                                     |
| 1951/1952 | Гастінгс                       | Головний турнір       | Светозар Глігорич (Югославія)                                        | Деніел Абрагам Яновський (Канада)                                              | Лотар Шмід (BRD)                                                                                                 |
| 1952      | Будапешт                       | Меморіал Мароці       | Пауль Керес (СРСР)                                                   | Юхим Геллер (СРСР)                                                             | Михайло Ботвинник (СРСР), Гідеон Штальберг (Швеція), Василь Смислов (СРСР)                                       |
| 1952      | Бевервейк                      | Гооґовенс-турнір      | Макс Ейве (Нідерланди)                                               | Альберик О'келлі (Бельгія)                                                     | Деніел Абрагам Яновський (Канада), Людвіг Рельштаб (BRD)                                                         |
| 1952      | Гавана                         | Інтерзональний турнір | Самуель Решевський (США)                                             | Мігель Найдорф (Аргентина)                                                     | Светозар Глігорич (Югославія)                                                                                    |
| 1952*     | Сальтшобаден                   | Міжзональний турнір   | Олександр Котов (СРСР)                                               | Тигран Петросян (СРСР)                                                         | Марк Тайманов (СРСР)                                                                                             |
| 1953      | Бухарест                       | Міжнародний турнір    | Олександр Толуш (СРСР)                                               | Тигран Петросян (СРСР)                                                         | Василь Смислов (СРСР)                                                                                            |
| 1953*     | Нойгаузен-ам-Райнфалль/Цюрих   | Турнір претендентів   | Василь Смислов (СРСР)                                                | Давид Бронштейн (СРСР), Пауль Керес (СРСР), Самуель Решевський (США)           | |
| 1953      | Мар-дель-Плата                 | Міжнародний турнір    | Светозар Глігорич (Югославія)                                        | Мігель Найдорф (Аргентина)                                                     | Хуліо Болбочан (Аргентина)                                                                                       |
| 1953/1954 | Гастінгс                       | Головний турнір       | Г'ю о'Донел Олександр (Ірландія), Давид Бронштейн (СРСР)             |                                                                                | Альберик О'келлі (Бельгія)                                                                                       |
| 1954      | Бухарест                       | Міжнародний турнір    | Віктор Корчний (СРСР)                                                | Рашид Нежметдінов (СРСР)                                                       | Ратмір Холмов (СРСР), Мирослав Філіп (Чехословаччина)                                                            |
| 1954      | Прага                          | Зональний турнір      | Людек Пахман (Чехословаччина)                                        | Ласло Сабо (Угорщина)                                                          | Богдан Слива (Польща)                                                                                            |
| 1954      | Белград                        | Міжнародний турнір    | Давид Бронштейн (СРСР)                                               | Олександр Матанович (Югославія)                                                | Петар Трифунович (Югославія)                                                                                     |
| 1954/1955 | Гастінгс                       | Головний турнір       | Василь Смислов (СРСР), Пауль Керес (СРСР)                            |                                                                                | Людек Пахман (Чехословаччина), Ласло Сабо (Угорщина), Андрія Фудерер (Югославія)                                 |
| 1955      | Мар-дель-Плата                 | Міжнародний турнір    | Борис Івков (Югославія)                                              | Мігель Найдорф (Аргентина)                                                     | Светозар Глігорич (Югославія)                                                                                    |
| 1955      | Буенос-Айрес                   | Міжнародний турнір    | Борис Івков (Югославія)                                              | Светозар Глігорич (Югославія)                                                  | Герман Пильник (Аргентина)                                                                                       |
| 1955      | Гетеборг                       | Міжзональний турнір   | Давид Бронштейн (СРСР)                                               | Пауль Керес (СРСР)                                                             | Оскар Панно (Аргентина)                                                                                          |
| 1955      | Загреб                         | Міжнародний турнір    | Василь Смислов (СРСР)                                                | Борис Івков (Югославія)                                                        | Олександр Матанович (Югославія)                                                                                  |
| 1955/1956 | Гастінгс                       | Головний турнір       | Віктор Корчний (СРСР), Фрідрік Олафссон (Ісландія)                   |                                                                                | Борис Івков (Югославія)                                                                                          |
| 1956      | Дрезден                        | Міжнародний турнір    | Юрій Авербах (СРСР), Ратмір Холмов (СРСР)                            |                                                                                | Віктор Чокилтя (Румунія)                                                                                         |
| 1956      | Москва                         | Меморіал Алехіна      | Михайло Ботвинник (СРСР), Василь Смислов (СРСР)                      |                                                                                | Марк Тайманов (СРСР)                                                                                             |
| 1956*     | Амстердам                      | Турнір претендентів   | Василь Смислов (СРСР)                                                | Пауль Керес (СРСР)                                                             | Давид Бронштейн (СРСР), Ласло Сабо (Угорщина), Юхим Геллер (СРСР), Тигран Петросян (СРСР), Борис Спаський (СРСР) |
| 1956/1957 | Гастінгс                       | Головний турнір       | Светозар Глігорич (Югославія), Бент Ларсен (Данія)                   |                                                                                | Фрідрік Олафссон (Ісландія), Альберик О'келлі (Бельгія)                                                          |
| 1957      | Мар-дель-Плата                 | Міжнародний турнір    | Пауль Керес (СРСР)                                                   | Мігель Найдорф (Аргентина)                                                     | Олександр Котов (СРСР), Оскар Панно (Аргентина)                                                                  |
| 1957      | Бевервейк                      | Гооґовенс-турнір      | Олександр Матанович (Югославія)                                      | Гідеон Штальберг (Швеція)                                                      | Йоганнес Гендрікус Доннер (Нідерланди)                                                                           |
| 1957      | Гота                           | Міжнародний турнір    | Давид Бронштейн (СРСР)                                               | Людек Пахман (Чехословаччина)                                                  | Євген Васюков (СРСР)                                                                                             |
| 1957      | Щавно-Здруй                    | Міжнародний турнір    | Юхим Геллер (СРСР)                                                   | Ратмір Холмов (СРСР)                                                           | Ласло Сабо (Угорщина)                                                                                            |
| 1957      | Даллас                         | Міжнародний турнір    | Светозар Глігорич (Югославія), Самуель Решевський (США)              |                                                                                | Бент Ларсен (Данія), Ласло Сабо (Угорщина)                                                                       |
| 1957/1958 | Гастінгс                       | Головний турнір       | Пауль Керес (СРСР)                                                   | Светозар Глігорич (Югославія)                                                  | Мирослав Філіп (Чехословаччина)                                                                                  |
| 1958      | Мар-дель-Плата                 | Міжнародний турнір    | Бент Ларсен (Данія)                                                  | Вільям Ломбарді (США)                                                          | Еріх Еліскасес (Аргентина), Оскар Панно (Аргентина), Рауль Сангінетті (Аргентина)                                |
| 1959      | Порторож (Міжзональний турнір) | Михайло Таль (СРСР)   | Светозар Глігорич (Югославія)                                        | Тигран Петросян (СРСР), Пал Бенко (США)                                        | |
| 1959      | Мар-дель-Плата                 | Міжнародний турнір    | Мігель Найдорф (Аргентина), Людек Пахман (Чехословаччина)            |                                                                                | Боббі Фішер (США), Борис Івков (Югославія)                                                                       |
| 1959      | Москва                         | Меморіал Алехіна      | Давид Бронштейн (СРСР), Василь Смислов (СРСР), Борис Спаський (СРСР) |                                                                                | |
| 1959*     | Блед/Загреб/Белград            | Турнір претендентів   | Михайло Таль (СРСР)                                                  | Пауль Керес (СРСР)                                                             | Тигран Петросян (СРСР)                                                                                           |
| 1959      | Цюрих                          | Міжнародний турнір    | Михайло Таль (СРСР)                                                  | Светозар Глігорич (Югославія)                                                  | Боббі Фішер (США), Пауль Керес (СРСР)                                                                            |
| 1959      | Рига                           | Турнір                | Борис Спаський (СРСР)                                                | Владас Мікенас (СРСР)                                                          | Олександр Толуш (СРСР)                                                                                           |